# سوق عصر النهضة شارل الخامس
سوق عصر النهضة شارل الخامس هو حدث احتفالي يقام في البلدة القديمة لمدينة مليلية الإسبانية ، ويعيد إنشاء سوق العصور الوسطى لمدة ثلاثة أيام. ويتم الاحتفال به سنويًا، في عطلة نهاية الأسبوع الأولى من شهر يوليو. 

## تاريخ
بدأ سوق القرون الوسطى في مليلية في نسخته الأولى في عام 2004 بمساعدة مؤسسة مليلية سيوداد الأثرية التي تم إنشاؤها مؤخرًا.  
ظهرت أزقة مليلية لافيجا بالقش المتناثر على الأرض في سياج مسور مزين بمجموعة الرايات والأكشاك الحرفية والترفيه المسرحي والموسيقي الذي شهد مشاركة كبيرة، مما أعطى بصمة تقويم إلزامي للطبعات اللاحقة التي تم الحفاظ عليها دون انقطاع حتى عام 2019. 
منذ عام 2016، تم تحويل سوق القرون الوسطى إلى شكل سوق عصر النهضة الجديد بهدف إدراج مليلية على طريق كارلوس الخامس 
في عام 2024، بعد أربع سنوات من التوقف بسبب كوفيد-19 ، استأنفت حكومة مليلية هذا التقليد وسيكون للسوق أربع مناطق مختلفة: واحدة مسيحية ، واحدة مسلمة ، واحدة عبرية ، وأخرى غجرية هندوسية . 

## حاضر
منذ عام 2004، عادت مليلية لا فيجا إلى الماضي: تم تزيين الشوارع باللافتات، وتم تركيب العشرات من الأكشاك للحرفيين وتنظيم الأنشطة والعروض في الهواء الطلق، مثل بطولات العصور الوسطى مع القتال بين المحاربين على ظهور الخيل، ومعارض الصقارة والرماية. أو تمثيلات لأحداث تاريخية أو أسطورية . تدفق الجمهور هائل، حيث تجاوز في بعض الأحيان 45000 زائر:  يشارك الناس بشكل كبير في المعرض، والعديد منهم يرتدون أزياء الفترة. وهكذا، في عطلة نهاية الأسبوع الأولى من شهر يوليو، سيجتمع الملوك والفرسان والعذارى والمنشدون والحرفيون والفلاحون وغيرهم من الشخصيات المميزة في العصور الوسطى على جدران مليلية لا فيجا للاستمتاع بسوق "كارلوس الخامس رينيسانس "، وهو تقليد .  